# 周有声
周有聲（1749年—1814年），字希甫，號雲樵，湖南長沙府長沙縣人，清朝政治人物。

## 生平
乾隆三十五年（1770年）庚寅恩科舉人，六十年（1795年）乙卯恩科三甲第四十六名進士，以國子監學正用，授內閣中書。嘉慶年間歷任貴州平越直隸州知州、清江廳通判、思州府知府、思南府知府、大定府通判、大定府知府、貴陽府知府，十七年（1812年）任江蘇松江府知府，署蘇州府知府。著有《東岡詩賸》。

## 家族
子周鳴鸞、周鳴鷺。